# For the Honor of the House
For the Honor of the House è un cortometraggio muto del 1913 diretto da Warwick Buckland.

## Trama
L'onore di una famiglia è salvo quando, dopo un furto, l'innamorato di una ragazza si prende la colpa al posto del fratello di lei che, ubriaco, ha derubato il loro ricco zio.

## Produzione
Il film fu prodotto dalla Hepworth.

## Distribuzione
Distribuito dalla Hepworth, il film - un cortometraggio di 351 metri - uscì nelle sale cinematografiche britanniche nel settembre 1913.
Si conoscono pochi dati del film che, prodotto dalla Hepworth, fu distrutto nel 1924 dallo stesso produttore, Cecil M. Hepworth. Fallito, in gravissime difficoltà finanziarie, il produttore pensò in questo modo di poter almeno recuperare il nitrato d'argento della pellicola.